# Asphodelus ramosus
Asphodelus ramosus, llamada comúnmente asfódelo o gamón ramificado, es una especie perenne perteneciente a la familia de las asfodeláceas.

Es oriunda de la Europa central y meridional, donde crece en lugares secos y sobre calizas. En la actualidad está extendida por todo el mundo como planta ornamental.

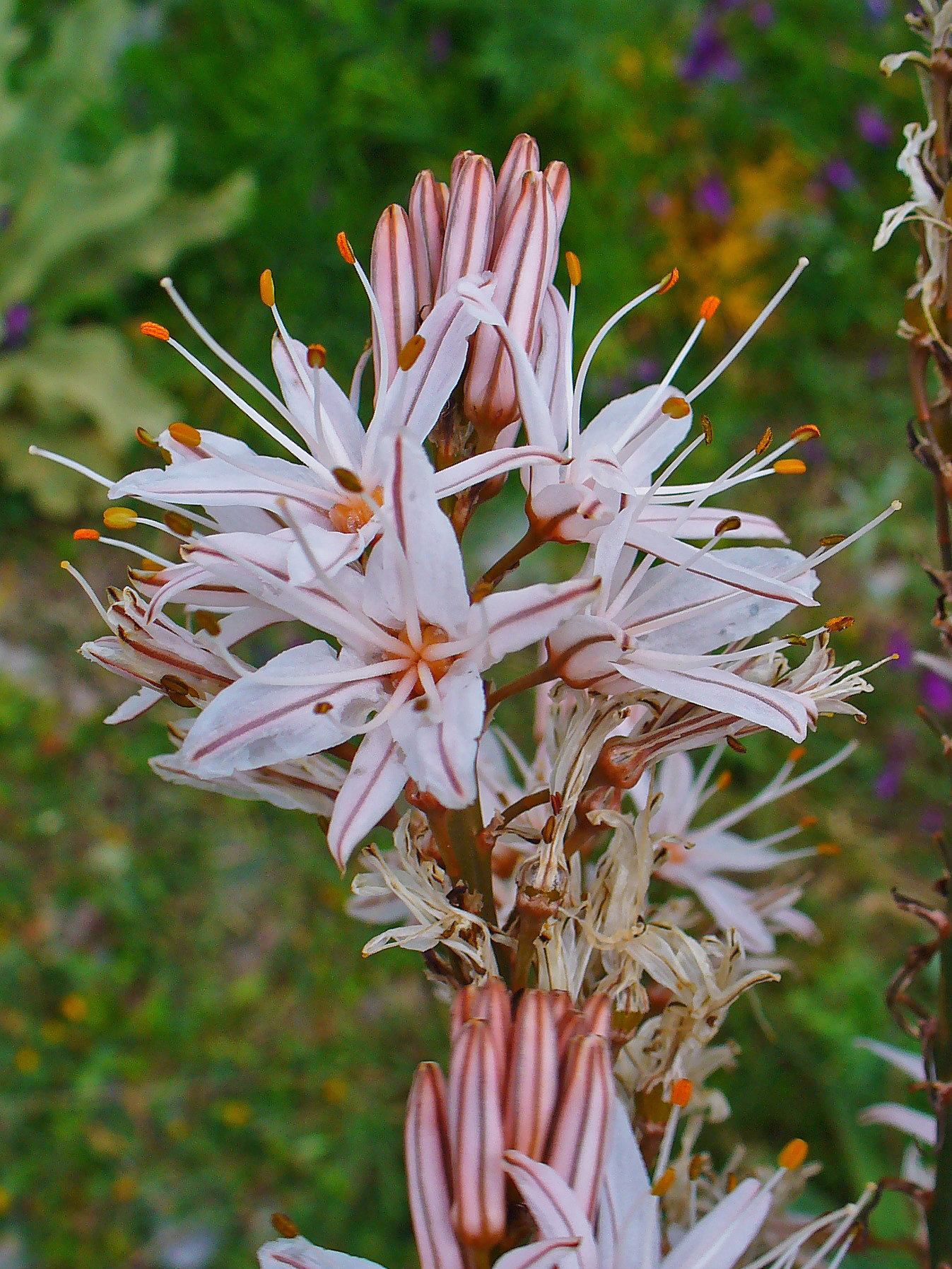
Inflorescencia.

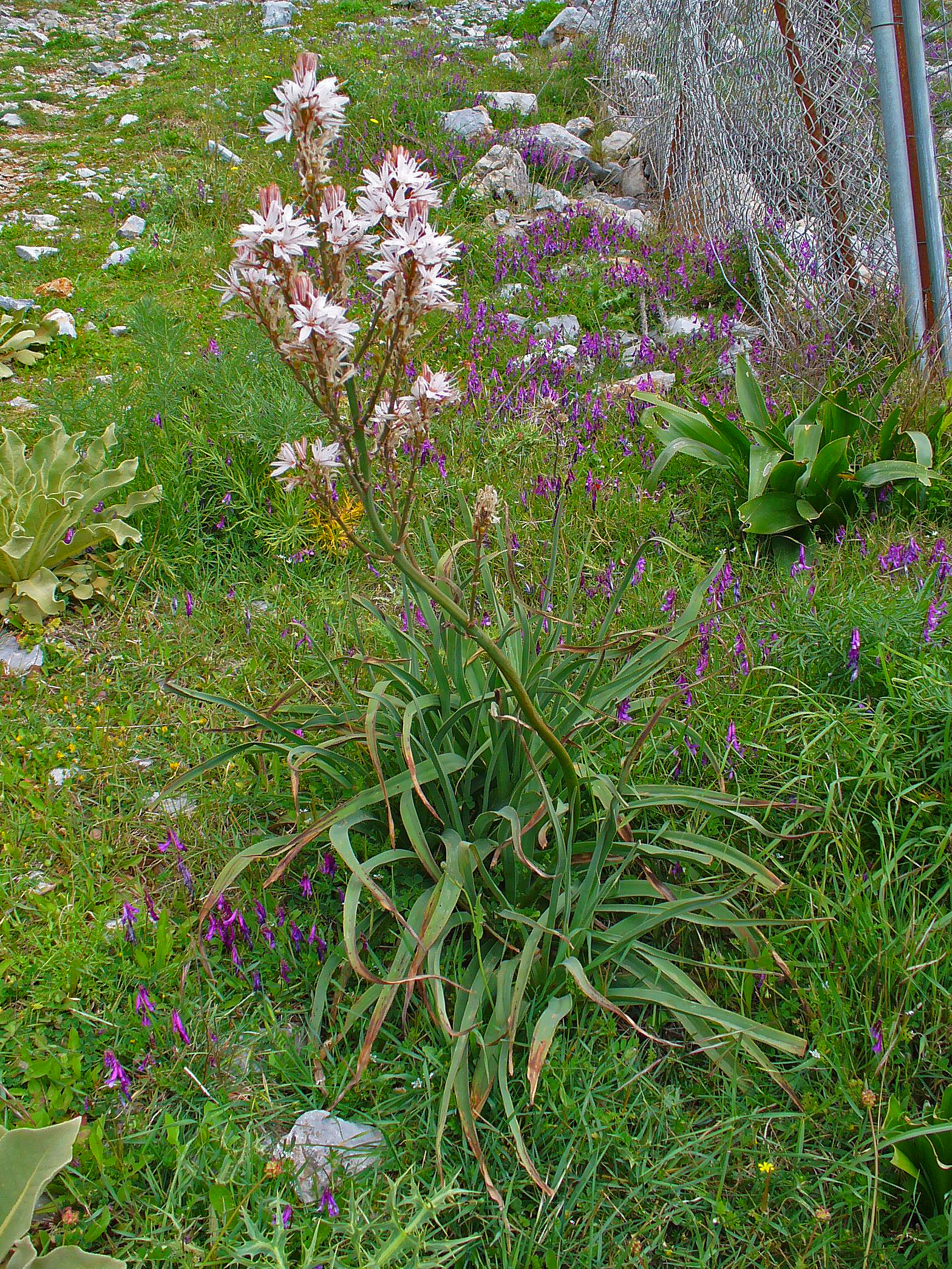
Vista de la planta.

Ilustración.

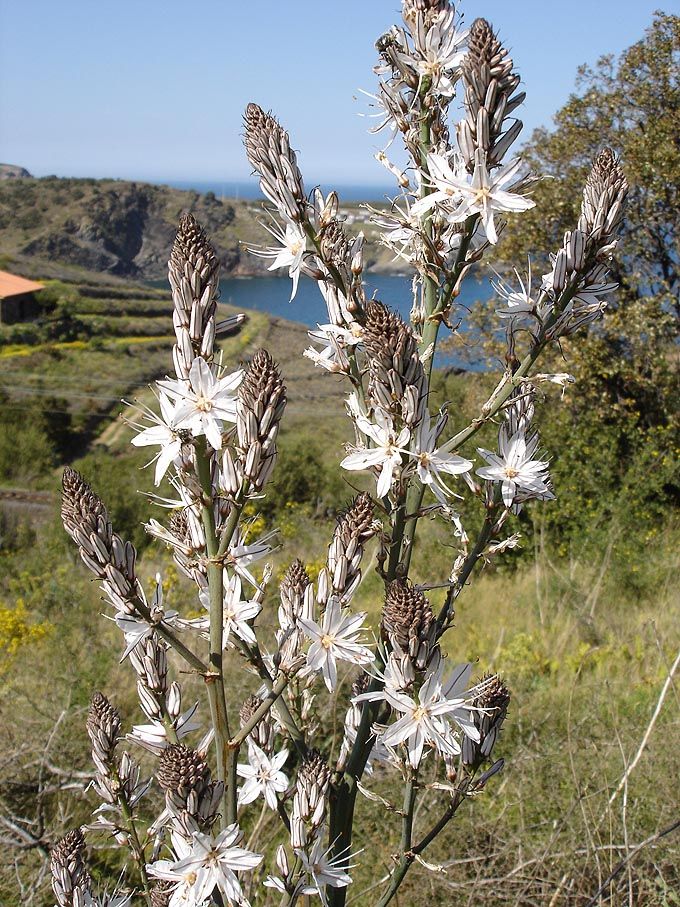
La planta en flor.

## Descripción
Planta perenne muy ramificada que llega a medir alrededor de 90 cm. Posee grandes flores blancas con seis pétalos surcado por una línea central de color marrón, con numerosas y largas hojas. El fruto es una pequeña cápsula globosa.

## Usos
Plinio, Dioscórides e Hipócrates la mencionan como alimento; sus bulbos eran asados sobre cenizas. Tanto griegos como romanos la utilizaban para combatir diversas enfermedades y los persas elaboraban un fuerte pegamento con los bulbos molidos y mezclados con agua. Hoy se desaconseja su consumo por la presencia de asfodelina en las raíces. En los prados se pueden encontrar en gran cantidad, ya que el ganado la evita.
Principios activos: contiene asfodelina, resina, asfodelósido, mucílago, sacarosa.
Indicaciones: es detergente, vulnerario, antidermatosis, emoliente, béquico. Diurético, emenagogo. Se desaconseja su uso interno para enfermos de nefritis y gastritis. Su uso es casi siempre externo, sobre eritemas y como aclarante de los efélides.
Otros usos: Puede obtenerse alcohol previa fermentación de los tubérculos. Es usado en cosmética.

## Taxonomía
Asphodelus ramosus  fue descrita por Carlos Linneo y publicado en Species Plantarum 1: 310. 1753.
Etimología
Asphodelus: nombre genérico que deriva del griego antiguo ἀσφόδελος, de etimología desconocida
En la Grecia Antigua el asfódelo se relaciona con los muertos. Homero afirma que en el Hades o mundo subterráneo estaban los Prados Asfódelos (ἀσφόδελος λειμών), adonde iban los muertos que no merecían premio ni castigo. Con frecuencia se relaciona el asfódelo con Perséfone, que aparece coronada con una guirnalda de esta planta. 
ramosus: epíteto latino que significa "con ramas".
Sinonimia
- Asphodelus cerasiferus J.Gay
- Asphodelus lusitanicus Cout.
- Asphodelus messeniacus Heldr.[5]

subsp. ramosus
- Asphodelus affinis Parl.
- Asphodelus africanus Jord.
- Asphodelus albus Boiss.
- Asphodelus audibertii Req. ex Schult. & Schult.f.
- Asphodelus crinipes Jord.
- Asphodelus fuscatus Jord. & Fourr.
- Asphodelus infestus Parl.
- Asphodelus jacobi Sennen & Mauricio
- Asphodelus littoralis Jord.
- Asphodelus messeniacus Heldr. ex Halácsy
- Asphodelus microcarpus Viv.
- Asphodelus morisianus Parl.
- Asphodelus nervosus Pomel
- Asphodelus olbiensis Jord. & Fourr.
- Asphodelus stoechadensis Jord. & Fourr.
- Asphodelus tardiflorus Jord.[6]

## Nombres comunes
- Castellano: abroita, afrodilla, asfodelo, bola, caña, cebollana, cebolleta morisca, cebollino, cebollón, cebollín del monte, gallera, gambonito, gamita, gamón, gamón-lirio, gamoncillo, gamonera, gamones, gamones castellanos, gamones machos, gamones redondos, gamonilla, gamonita, gamonito, gamonitos, jabonera, jamonita, labruétana, vara de San José, varicas de San José.[5]